# Joseph Moureau

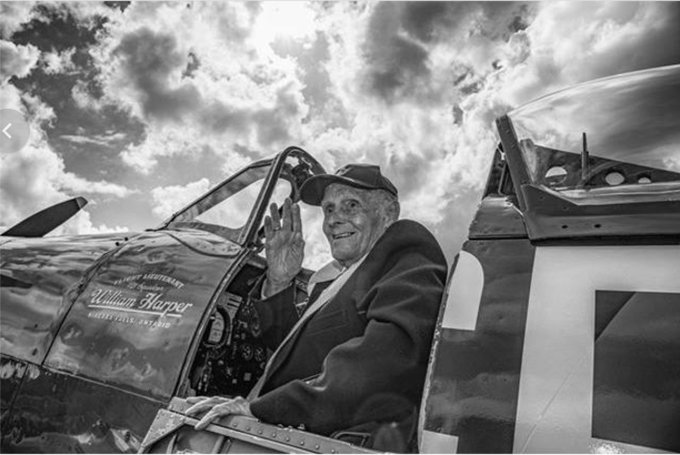
Joseph Moureau in 2019 in een spitfire

Joseph "Jeff" Moureau (Tienen, 13 april 1921 – Jette, 28 oktober 2020) was een Belgische gevechtspiloot van het 349 (Belgische) Squadron bij de Royal Air Force (RAF) tijdens de Tweede Wereldoorlog.

## Levensloop
Een paar dagen na de Duitse invasie in 1940 vluchten de 19-jarige Joseph en zijn tweelingbroer naar Engeland op aanraden van hun vader. Enkele maanden later traden Joseph en zijn tweelingbroer Alfred in dienst bij het Brits leger. Hij en zijn tweelingbroer meldden zich aan als piloten. Na een opleiding werden beiden ingezet als Spitfire-jachtpiloten in het 349ste RAF squadron dat voornamelijk bestond uit Belgische piloten. Tijdens zijn verblijf in het 349ste squadron had Joseph een zwaar ongeluk, maar hij keerde net op tijd terug voor D-Day. Tijdens D-day, operatie Overlord, op 6 juni 1944, schoot Joseph een Duitse Junker Ju 88-bommenwerper neer.
Na de Tweede wereldoorlog werd Joseph burgerpiloot en vloog hij meer dan 30 jaar met verschillende types vliegtuigen. Hij was de laatste in levende Belgische piloot die op D-day actief was, hij overleed op 99-jarige leeftijd in 2020.
Josephs jongere broer Xavier Moureau verliet Brussel in 1942 om Engeland te bereiken en zich bij het Belgische leger in ballingschap aan te sluiten. Hij werd echter onderschept in de buurt van de demarcatielijn in Frankrijk en vastgehouden door de Gestapo. Hij werd vervolgens opgesloten als politiek gevangene en naar verschillende concentratiekampen gestuurd (Dachau, Sachsenhausen, Buchenwald en Flossenbürg). Nadat hij de dodenmars van Mülsen in april 1945 had overleefd, keerde hij terug naar Brussel maar stierf kort na thuiskomst aan tuberculose die hij in de kampen had opgelopen. Hij was 21 jaar oud.